# Guatuso (kanton)
Guatoso is een stad (ciudad) en kanton (cantón) in de provincie Alajuela in Costa Rica. De gemeente beslaat een oppervlakte van ongeveer 758 km² en heeft een bevolkingsaantal van 18.300 inwoners.
De vier deelgemeenten (distrito) zijn: San Rafael (de hoofdstad), Buenavista, Cote en Katira.